# Belmond Andean Explorer
Der Belmond Andean Explorer ist ein touristischer Luxus- und Hotelzug, der in Peru verkehrt.

## Betrieb
Der Zug wird gemeinsam von PeruRail und der britischen Belmond-Gruppe betrieben, die auf Luxusreisen spezialisiert ist. Er verkehrt in zwei Verbindungen:
- von Arequipa über Juliaca, einer Stichfahrt nach Puno und weiter nach Cusco über eine Entfernung von 688 km, was drei Tage und zwei Nächte in Anspruch nimmt, und
- von Puno über Juliaca nach Cusco, eine Fahrt, die einen Tag kürzer ist.[2]

Der Zug ist mit maximal 48 km/h unterwegs und wird nachts angehalten, damit die Fahrgäste keine Aussicht verpassen. In Cusco nutzt der Zug den Bahnhof Wanchaq.

## Fahrzeuge

### Herkunft
Die Wagen des Zuges wurden Ende der 1990er Jahre in Australien in den Werkstätten der Queensland Rail in Townsville für den Great South Pacific Express gebaut. Als dieses Angebot 2003 eingestellt wurde, waren die Wagen zunächst längere Zeit abgestellt. Die Belmond-Gruppe kaufte die Fahrzeuge und transportierte sie 2016 nach Peru. In Arequipa wurden sie für den Betrieb in Peru technisch angepasst und in Cusco die Innenausstattung erneuert.

### Ausstattung

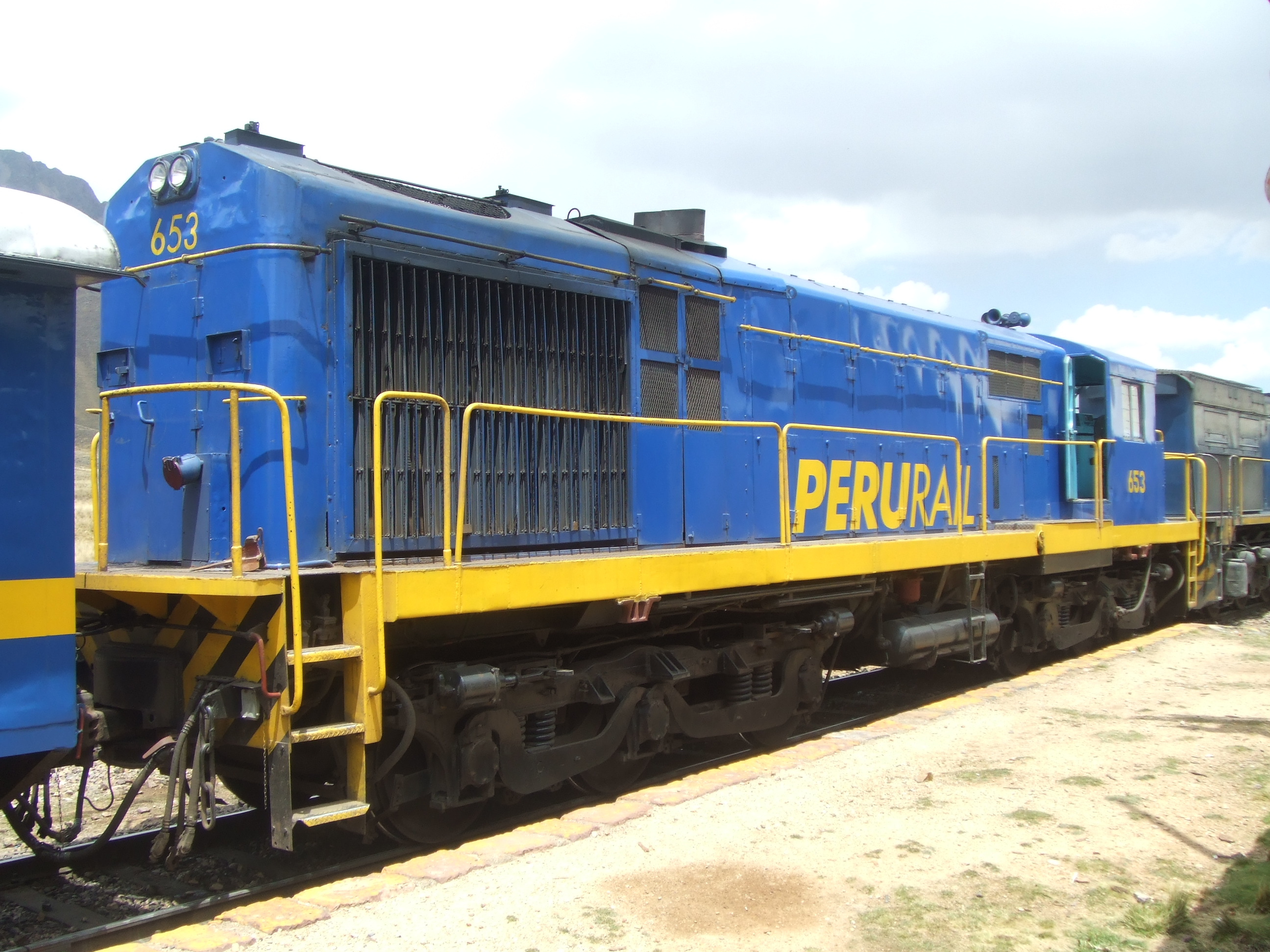
Lokomotive der Baureihe 650

Gezogen wird der Zug in der Regel von zwei Diesellokomotiven der Baureihe 650 aus den 1970er Jahren. Der Zug führt maximal 16 Wagen. Insgesamt bietet der Zug 48 Plätze für Reisende. Diese sind auf Abteile in acht Schlafwagen verteilt. Deren Kabinen haben alle ein Duschbad. Vier Klassen werden angeboten:
- Deluxe Double Bed (zwei Betten nebeneinander, 13 m, eigene Sitzecke, mehrere Fensterachsen) – zwei Kabinen
- Junior Double Bed (zwei Betten nebeneinander, 13 m, eigene Sitzecke, mehrere Fensterachsen) – sechs Kabinen
- Twin Bed (zwei Betten nebeneinander, kleinere Kabine, eine Fensterachse) – 11 Kabinen
- Bunk Bed (zwei Betten übereinander, eine Fensterachse) – fünf Kabinen

Neben den Schlafwagen führt der Zug zwei Speisewagen, einen Barwagen, einen Spa-Wagen und am Ende einen Kanzelwagen mit offener Aussichtsplattform.
Etwa 30 Personen kümmern sich um das Wohl der Gäste. Auch aus Sicherheitsgründen wird der Zug ständig von Straßenfahrzeugen begleitet.